# جون مولر (فنان إيقاعي)
جون مولر (بالإنجليزية: Jon Mueller)‏ هو فنان إيقاعي أمريكي، ولد في 1970 في وكيشا في الولايات المتحدة.

## وصلات خارجية
- الموقع الرسمي
- جون مولر على موقع ميوزك برينز (الإنجليزية)
- جون مولر على موقع أول ميوزيك (الإنجليزية)
- جون مولر على موقع ديسكوغز (الإنجليزية)